# Pazifischer Pollack
Der Pazifische Pollack (Gadus chalcogrammus, Syn.: Theragra chalcogramma), auch Alaska-Pollack, ist ein Meeresfisch aus der Familie der Dorsche. In Handel und Gastronomie in Deutschland wird er fast ausschließlich unter dem Handelsnamen Alaska-Seelachs verkauft, in Österreich auch unter dem Handelsnamen Pazifischer Polardorsch.
Der Lebensraum des Pazifischen Pollacks sind die Küstengebiete des nördlichen Pazifiks. Dort lebt der Fisch in Schulen in Nähe zum Meeresboden, steigt jedoch zur Nahrungssuche bis in oberflächennahe Gewässer auf. Er erreicht Körpergrößen von bis zu 105 cm bei einem Gewicht von etwa 6 kg. Das maximale Alter wird auf 28 Jahre beziffert.
Neben dem Pazifischen Pollack gehören zur Gattung Gadus zwei weitere Arten, die für die Fischerei ebenso von großer Bedeutung sind: der Atlantische Kabeljau (Gadus morhua) und der Pazifische Kabeljau (Gadus macrocephalus).

## Name und Abgrenzung
Der im deutschsprachigen Raum verbreitete Name „Alaska-Seelachs“ ist insoweit irreführend, als diese Tierart nicht zu den Lachsen zählt, die zur Familie der Salmoniden („Forellenfische“, „Lachsfische“) gehören, sondern zu den dorschartigen Fischen. Bei diesem Namen (wie beim ebenfalls als Seelachs bezeichneten Köhler) handelt es sich um eine historische Handelsbezeichnung aus der Zeit, in der Dorscharten erstmals als Lachsersatz genutzt wurden. Die Lebensmittelindustrie übernahm den historischen Namen, um die zumeist mit diesen Fischen produzierten Fischstäbchen besser vermarkten zu können. Auch die Bezeichnung Pazifischer Pollack ist nicht eindeutig, da der Fisch nicht zur Gattung Pollachius gehört, sondern zur Kabeljau-Gattung Gadus. Versuche, andere Handelsnamen zu etablieren, um die Zugehörigkeit zur Familie der Dorsche hervorzuheben, wie Schneedorsch (engl. snow cod) oder Alaska-Seedorsch konnten sich bislang nicht durchsetzen. In Deutschland ist es seitens der Bundesanstalt für Landwirtschaft und Ernährung offiziell explizit untersagt, den Fisch – trotz der Zugehörigkeit zur Kabeljau-Gattung Gadus – als Kabeljau zu vermarkten. In Österreich wird er hingegen auch unter dem Handelsnamen Pazifischer Polardorsch angeboten.
Die Art ist zudem zu unterscheiden von dem im Nordost-Atlantik und Mittelmeer vorkommenden Pollack (Pollachius pollachius; auch Steinköhler, Kalmück oder Kohlmaul) aus der Familie der Dorsche und vom im Handel unter dem Namen „Seelachs“ verkauften Köhler (Pollachius virens) aus derselben Gattung, der im Englischen ebenfalls als „pollack“ oder „pollock“ bezeichnet wird.

## Merkmale
Vom Aussehen her ähnelt der Pazifische Pollack den anderen beiden Arten der Kabeljau-Gattung Gadus, nur dass er deutlich kleiner ist (ein synonymer wissenschaftlicher Name ist Gadus minor, wortwörtlich: Kleiner Kabeljau). Er hat einen langgestreckten Körper, durchschnittlich erreicht er eine Länge von 30 bis 50 Zentimeter. Seine Farbe ist olivgrün bis braun am Rücken und an den Seiten silbrig. Sein charakteristisches Erkennungsmerkmal ist eine kupferfarbene, geschwungene Seitenlinie an der Körperseite mit marmorierter, teilweise fleckiger Färbung. Auf diese nimmt auch sein wissenschaftlicher Name Gadus chalcogrammus Bezug, wortwörtlich: Kupferlinien-Kabeljau (chalcogrammus von griechisch chalcos (Kupfer) und gramma (Zeichnung)). Die fleckige Färbung dient der Tarnung vor Fressfeinden am sandigen Meeresgrund. Aufgrund seiner im Vergleich zur Körpergröße überdimensional großen, nach außen gerichteten Augen wird er auf Englisch auch big-eye pollock (wortwörtlich Großaugen-Pollack) oder walleye pollock (Schielender Pollack) genannt.

## Lebensweise
Der Pazifische Pollack ist ein Gruppenfisch. Der einzelne Fisch lebt in sehr großen Gruppen, sogenannten Schulen, mit anderen Individuen zusammen. In der Gruppe geht er auf Nahrungssuche. Noch größere Gruppen Alaska-Seelachs treffen beim Laichen zusammen, normalerweise in einer Wassertiefe von 50 bis 250 Metern.
Pazifischer Pollack lebt semi-pelagisch, das bedeutet, dass der Fisch einen Teil seiner Lebenszeit im Freiwasserbereich (Pelagial) verbringt, den anderen Teil in Bodennähe. Der ausgewachsene Fisch lebt in einer Wassertiefe von 100 bis 300 Meter. Ausgewachsene Tiere können aber auch im Oberflächenwasser angetroffen werden. Der Fisch macht täglich vertikale Wanderungen im Wasser, wobei er seiner Nahrung folgt. Das heißt, er beginnt in der Nähe des Meeresbodens und wandert nachts zum Fressen bis an die Oberfläche. Auch im Sommer, wenn sich mehr Nahrung, zum Beispiel Zooplankton, im oberen Wasserbereich sammelt, kommt der Pazifische Pollack weiter nach oben. Mit höherem Alter verbringt er mehr Zeit in Bodennähe.
Als Jungfisch frisst er vor allem Krill, Zooplankton und andere Krustentiere. Erwachsene Tiere fressen vor allem kleine Fische, darunter auch Jungtiere der eigenen Spezies.
Der Pazifische Pollack gilt als besonders fruchtbar. Ein Weibchen legt pro Jahr bis zu 15 Millionen Eier. Pazifischer Pollack ist ein schnell wachsender Fisch mit relativ kurzer, durchschnittlicher Lebenszeit von 12 Jahren und gilt damit als besonders produktiv.

## Nutzung als Speisefisch

### Wirtschaftliche Bedeutung

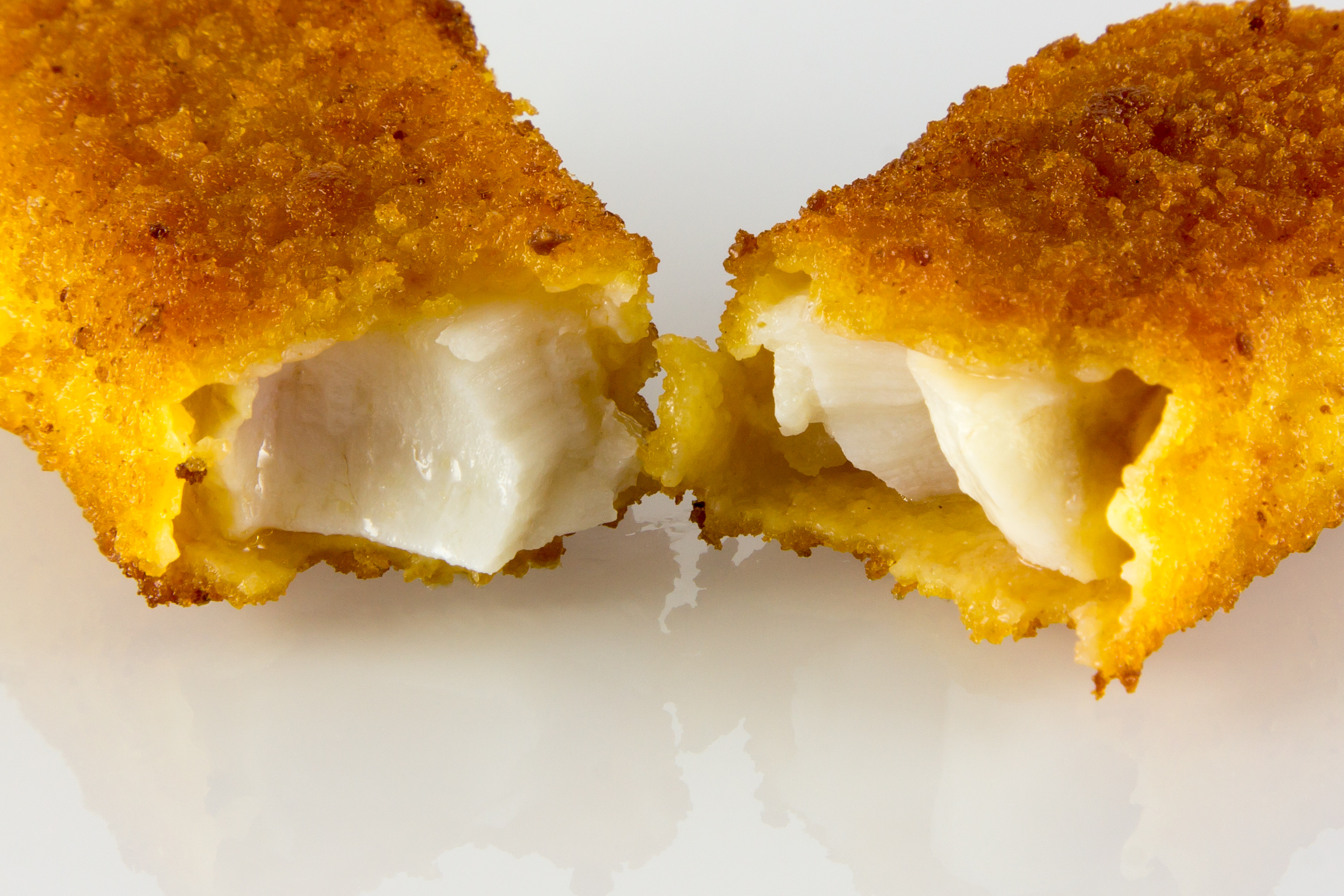
Fischstäbchen bestehen in Deutschland meist aus Filet des Pazifischen Pollacks („Alaska-Seelachs“).

In den Jahren um 1970 erlangte der Pazifische Pollack in der Fischindustrie eine sehr große Bedeutung, die bis heute anhält. Nach der Peruanischen Sardelle bildet der Pazifische Pollack die Grundlage für die zweitgrößte Fischerei der Welt.
In der EU ist Deutschland der größte Abnehmer für Filet des Pazifischen Pollacks. Er ist seit über zehn Jahren unter den drei meistverzehrten Speisefischarten in Deutschland und führte die Liste viele Jahre lang an, zuletzt 2018, wo er mit 18,4 % (vor Lachs mit 15,4 %) den größten Anteil am gesamten Fischkonsum in Deutschland hatte. 2016 lag der Verbrauch in Deutschland bei 188.374 Tonnen. Die Alaska-Pollack-Produkte werden im Einzelhandel meist tiefgefroren angeboten, vor allem in Form von Fischstäbchen und Schlemmerfilet. Ein weiteres Produkt, das meist aus Pazifischem Pollack besteht, ist das Krebsfleischimitat Surimi.
| Top-3 der bedeutendsten Speisefische in Deutschland in Prozent Marktanteil | 2010 | 2011 | 2012 | 2013 | 2014 | 2015 | 2016 | 2017 | 2018 | 2019 | 2020 |
| Pazifischer Pollack (Handelsname: Alaska-Seelachs)                         | 20,8 | 22,1 | 26,0 | 22,0 | 21,4 | 18,3 | 14,9 | 16,5 | 17,3 | 17,7 | 15,2 |
| Lachse                                                                     | 13,0 | 13,7 | 15,0 | 20,0 | 22,0 | 20,5 | 18,2 | 16,7 | 16,4 | 18,8 | 17,6 |
| Thunfisch, Boniten                                                         | 10,1 | 11,3 | 10,9 | 13,2 | 12,4 | 14,1 | 9,8  | 12,9 | 13,3 | 11,4 | 16,4 |

### Bestände und Fangmengen

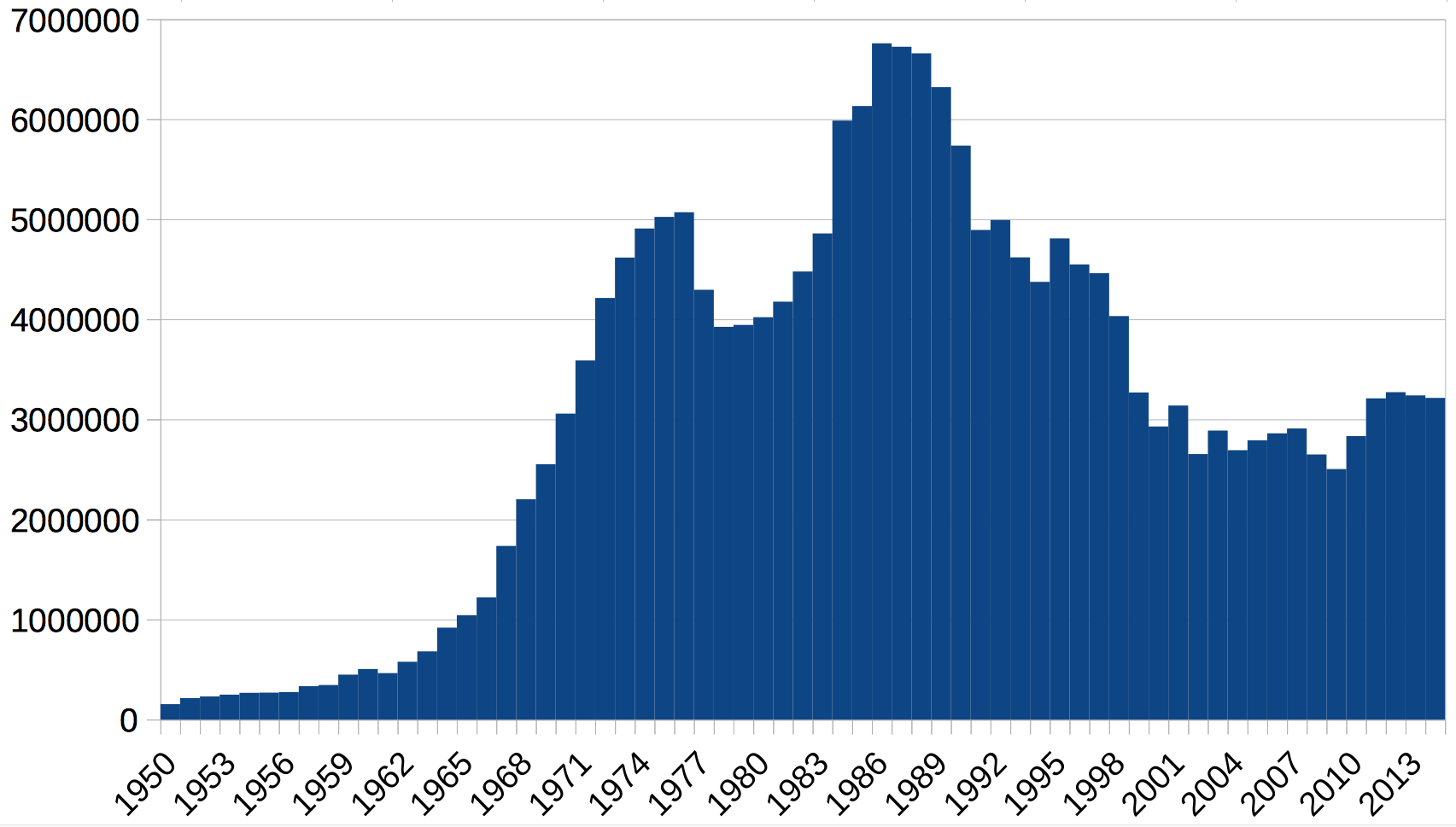
Globale Fangmengen von Pazifischem Pollack (Zahlen der FAO, 1950–2014).

Vier Bestände des Pazifischen Pollacks sind verzeichnet und werden befischt.
Im Fanggebiet Nordost-Pazifik (FAO 67):
- Östliche Beringsee mit einer Biomasse von 4.600.000 Tonnen und einer Fangmenge in Höhe von 1.321.600 Tonnen (2016).[16]
- Golf von Alaska mit einer Biomasse von 363.800 Tonnen und einer Fangmenge in Höhe von 167.600 Tonnen (2016).[17]

Im Fanggebiet Nordwest-Pazifik (FAO 61):
- Ochotskisches Meer mit einer Biomasse von 6.540.000 Tonnen und einer Fangmenge in Höhe von 815.300 Tonnen (2016).[18]
- Westliche Beringsee mit einer Biomasse von 958.000 Tonnen und einer Fangmenge in Höhe von 65.500 Tonnen (2016).

### Fangmethoden

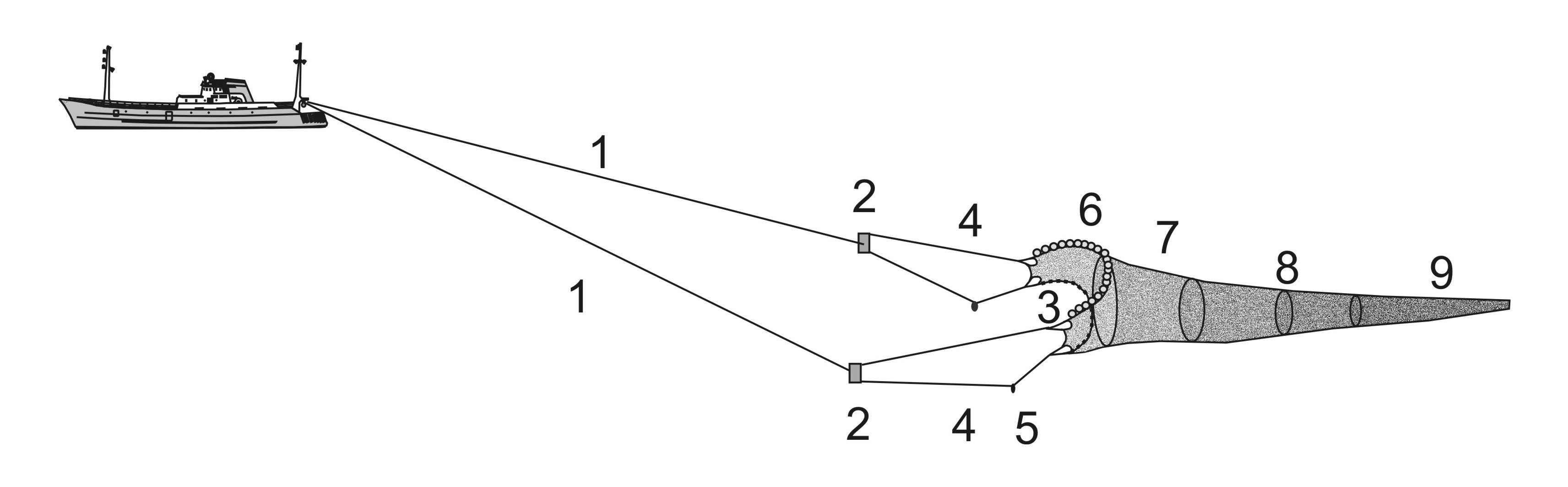
Modell eines Pelagischen Schleppnetzes

Da der Pazifische Pollack in großen Schwärmen im freien Wasser, dem sogenannten pelagischen Bereich des Ozeans (Pelagial), vorkommt, werden für diesen Bereich ausgelegte, pelagische Schleppnetze (Schwimmschleppnetze) eingesetzt. Dieses Fanggerät ist für den Einsatz im mittleren Teil des Wasserkörpers, entfernt vom Meeresgrund, konstruiert. Sie gelten als schonend für die Meeresumwelt. Grundschleppnetze sind für die vom Marine Stewardship Council als nachhaltig zertifizierten Alaska-Seelachs-Fischereien hingegen verboten und werden nicht verwendet.

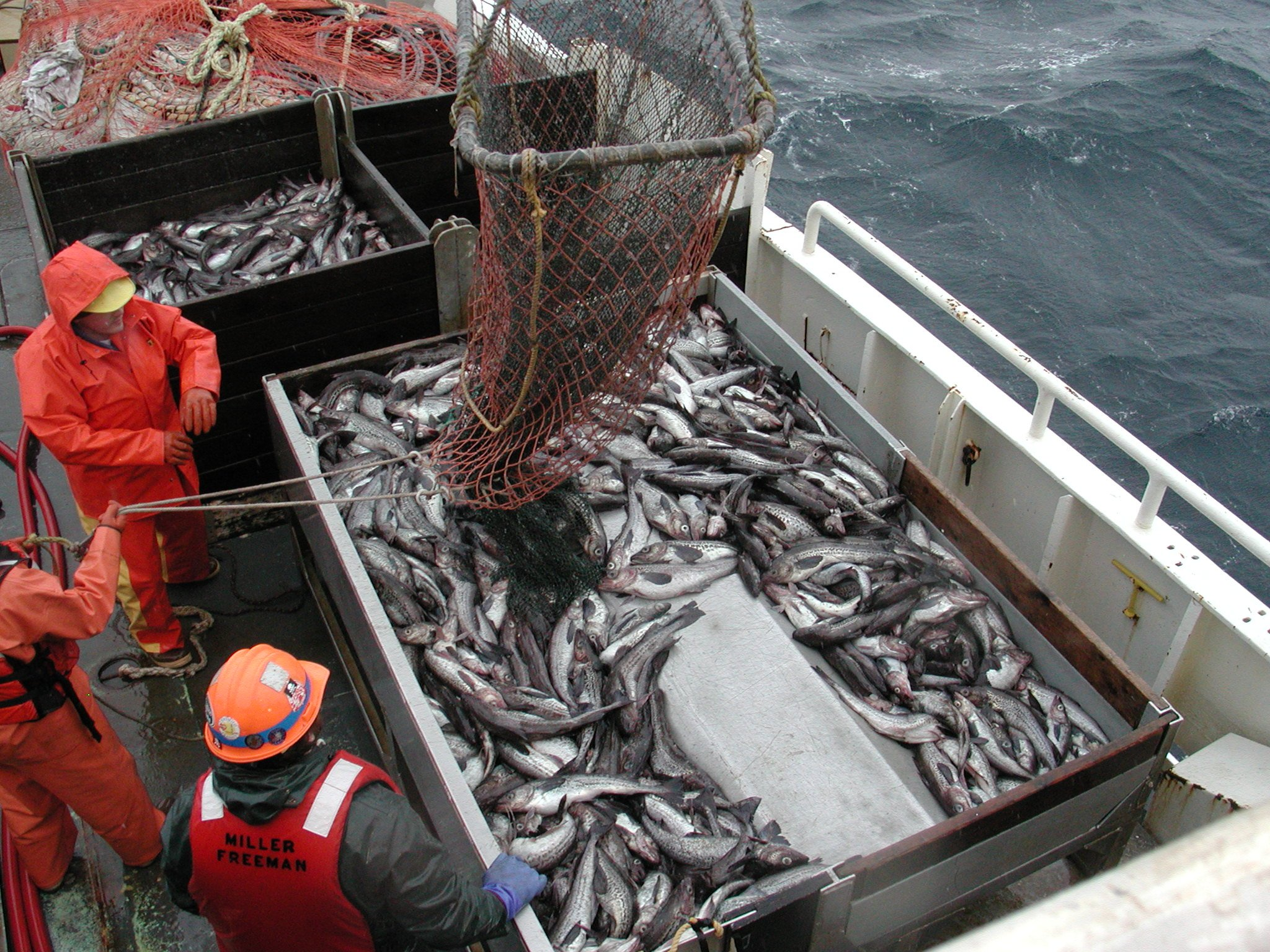
Pazifischer Pollack wird mit Pelagischen Schleppnetzen gefangen.

In allen Wildfischereien besteht die Möglichkeit, andere Fische als die gezielt befischte Art zu fangen. Die Alaska-Seelachs-Fischerei in Alaska (Fanggebiet FAO 67) hat jedoch mit 1 Prozent in der Ost-Beringsee und 4 Prozent im Golf von Alaska eine niedrige Beifangrate.

### Nachhaltigkeit und Zertifizierung
Die beiden US-Fischereien im Nordostpazifik sind seit 2005 vom Marine Stewardship Council (MSC) als nachhaltig wirtschaftend zertifiziert. Sie gehören damit zu den ersten MSC-zertifizierten Fischereien überhaupt. Die russische Fischerei im Ochotskischen Meer ist seit 2013 vom MSC zertifiziert.
Trotz der MSC-Zertifizierung ruft Greenpeace seit Herbst 2009 dazu auf, wegen Überfischung keinen Pazifischen Pollack oder Produkte mit der Bezeichnung „Alaska-Seelachs“ zu kaufen und zu konsumieren. Diese Einschätzung bleibt jedoch nicht unwidersprochen – nach offiziellen Quellen wie dem Thünen-Institut des Bundesministeriums für Ernährung und Landwirtschaft sollen alle Bestände des Pazifischen Pollacks 2022 in einem akzeptablen Zustand sein.

### Nährwerte
Pazifischer Pollack gehört zu den Magerfischen. Er hat einen Eiweißanteil von 23,5 Gramm pro 100 Gramm Fisch bei einem Fettanteil von 0,8 Gramm. Trotz des geringen Fettgehalts enthält Pazifischer Pollack aber vergleichsweise viel Omega-3-Fettsäuren, nämlich 0,3 Gramm.